# Yuanba
Yuanba är ett stadsdistrikt i Guangyuan i Sichuan-provinsen i sydvästra Kina.